# El final del affaire
El final del affaire es una novela de 1951 del autor británico Graham Greene, así como el título de dos largometrajes (estrenados en 1955 y 1999 ) que fueron adaptados de la novela. Ambientada en Londres durante y justo después de la Segunda Guerra Mundial, la novela examina las obsesiones, los celos y los discernimientos en las relaciones entre tres personajes centrales: el escritor Maurice Bendrix, Sarah Miles y su marido, el funcionario Henry Miles.
El propio romance de Graham Greene con Catherine Walston fue la base para El final del affaire. La edición británica de la novela está dedicada a "C", mientras que la versión estadounidense está a nombre de "Catherine". La propia casa de Greene en el número 14 de Clapham Common Northside fue bombardeada durante el Blitz.
El final del affaire es la cuarta y última de la tetralogía de "novelas católicas" de Greene, después de Brighton Rock (1938), El poder y la gloria (1940) y El revés de la trama (1948).

## Trama
La novela se centra en Maurice Bendrix, un escritor en ascenso durante la Segunda Guerra Mundial en Londres, y Sarah Miles, la esposa de un funcionario impotente. Bendrix está basado en el propio Greene y reflexiona a menudo sobre el acto de escribir una novela. Sarah está basada en la amante de Greene en ese momento, Catherine Walston, a quien está dedicado el libro.
Bendrix y Sarah se enamoran rápidamente, pero pronto él se da cuenta de que la aventura terminará tan rápido como comenzó. La relación sufre por sus celos abiertos y admitidos. Él se siente frustrado por su negativa a divorciarse de Henry, su amable pero aburrido marido. Cuando un cohete V-2 impacta en el piso de Bendrix mientras está con Sarah, casi muere. Después de esto, Sarah rompe la relación sin explicación aparente.
Más tarde, Bendrix todavía está lleno de celos cuando ve a Henry cruzando el terreno común que separa sus apartamentos. Henry finalmente comienza a sospechar algo y Bendrix decide acudir a un detective privado para descubrir quién es el nuevo amante de Sarah. A través de su diario, se entera de que, cuando pensó que estaba muerto después del bombardeo, le hizo una promesa a Dios de no volver a ver a Bendrix si Él le permitía vivir. Greene describe las luchas de Sarah. Después de su muerte repentina a causa de una infección pulmonar que llegó a su clímax al caminar por el campo bajo la lluvia, ocurren varios eventos milagrosos que abogan por algún tipo de significado para la fe de Sarah. En la última página de la novela, Bendrix también llega a creer en un Dios.

## Recepción
El final del affaire se considera a menudo una de las mejores novelas de Greene. El escritor Evelyn Waugh reseñó favorablemente la novela en un artículo del 6 de septiembre de 1951 para la revista The Month. Waugh escribiría más tarde: El Sr. Greene ha elegido otra forma contemporánea, un drama romántico y doméstico al estilo de Breve encuentro, y la ha transformado a su manera inimitable. Waugh también señaló que la historia era "singularmente hermosa y conmovedora".  Alex Preston, escribiendo para The Independent, elogió de manera similar el libro de Greene: "'El final del affaire' es su obra maestra: una interrogación asombrosa y dolorosamente conmovedora de las contradicciones de un catolicismo del que no podía prescindir, pero con el que luchaba por convivir".
La novela fue elegida por Robert McCrum para su lista de las "100 mejores novelas en inglés".
El escritor Jonathan Franzen dijo que consideraba que E. M. Forster y Graham Greene estaban sobrevalorados, destacando en particular El final del affaire.  Sin embargo, también comentó que creía que parte de la razón de esto era su condición de estadounidense, ya que dijo que la brillantez de muchos autores se pierde cuando cruza el Atlántico. Dijo que creía que el efecto pudo haber ocurrido con David Foster Wallace.

## Adaptaciones
En 1955, el libro se llevó al cine. La película fue dirigida por Edward Dmytryk, con el guion adaptado de Lenore J. Coffee; David Lewis fue el productor y David E. Rose el productor ejecutivo. Fue protagonizada por Deborah Kerr como Sarah Miles, Van Johnson como Maurice Bendrix, John Mills como Albert Parkis y Peter Cushing como Henry Miles.
En 1997, la novela fue adaptada en una obra de teatro homónima por Rupert Goold y Caroline Butler. Se produjo por primera vez en el Salisbury Playhouse el 9 de octubre de 1997, dirigida por Goold. La primera producción incluyó música interpretada por un pianista al costado del escenario, subrayando el texto con algunas canciones de época cantadas por el elenco. Goold y Butler eliminaron la música de producciones posteriores y la obra se publicó sin interpolación musical en 2001.
En 1999, la novela se adaptó a otra película, The End of the Affair, dirigida por Neil Jordan. Jordan también escribió el guion y produjo la película con Stephen Woolley. Fue protagonizada por la actriz estadounidense Julianne Moore como Sarah Miles, el actor inglés Ralph Fiennes como Maurice Bendrix y el actor irlandés Stephen Rea como Henry Miles. Julianne Moore fue nominada al Óscar a la mejor actriz por su actuación.
En 2004, Jake Heggie compuso una ópera basada en la novela. Se estrenó en la Houston Grand Opera en marzo de ese año y posteriormente fue revisada hasta alcanzar su forma final.
En 2011, la novela fue adaptada a una obra de teatro por Karla Boos y tuvo su estreno mundial en el Teatro Quantum.
En 2012, se lanzó una edición de audio interpretada por Colin Firth y producida por Audible.com; la grabación fue reconocida como audiolibro del año en la Gala Audies en mayo de 2013.

## Influencia cultural
Varios sitios web han sugerido que la película de Bollywood de 2012 Jab Tak Hai Jaan podría haberse inspirado en la novela.
La banda italiana Daisy Chains ha lanzado un álbum titulado A Story Has No Beginning or End, que es la primera línea de la novela, y la segunda canción del álbum se titula "The End of the Affair".  El libro también inspiró la canción de 2014 "End of the Affair" del cantautor inglés Ben Howard, de su álbum I Forget Where We Were. El libro fue la inspiración para la canción de 2020 "The End of the Affair" de Laura Marling en su álbum Song for Our Daughter.